# Isaivani
Isaivani (1996, na Índia) é uma cantora gaana de Chennai, que se apresenta com o The Casteless Collective. Em 2020, ela foi reconhecida pela BBC que a incluiu na lista das 100 Mulheres mais inspiradoras do mundo..

## Biografia
Isaivani nasceu em Royapuram, em Chennai, na Índia, em 1996, filha de Sivakumar D e Selvi. Seu pai, um tecladista autodidata, incentivou sua habilidade musical e canto desde muito jovem, incentivando Selvi a cantar para Isaivani e seu irmão enquanto eles estavam no útero. Sua carreira artística começou aos seis anos de idade, ao lado de seu pai e, até 2018, ela já havia realizado cerca de 10.000 shows com ele. Ela começou a cantar canções de filmes Tamil e a fazer covers de canções gaana quando adolescente porque o público reagia bem a elas. Em 2017, o músico gaana Sabesh Solomon a contatou e a incentivou a fazer um teste para uma nova banda que estava sendo formada por Tenma - essa banda se tornou The Casteless Collective.
Ao ingressar na banda, Isaivani se tornou uma das primeiras cantoras gaana profissionais do mundo. Além disso, ela é uma mulher de casta baixa, tendo sucesso em um gênero musical masculino de casta alta, apesar da oposição inicial de pessoas que achavam que o gaana deveria ser preservado como uma forma de arte exclusivamente masculina. A música que ela canta com o The Casteless Collective é política: em 2018, eles lançaram 'Beef Song' em protesto contra o linchamento de dálites; em 2019, eles lançaram 'I'm Sorry Ayyappa' sobre a controvérsia do templo de Sabarimala. Sua presença no palco levou outras mulheres a se apresentarem como artistas de gaana.

## Reconhecimento
Em 2020, Isaivani foi reconhecida por suas contribuições à música gaana com o prêmio BBC 100 Mulheres. Ela participou da temporada de Tamil Bigg Boss.

## Televisão
| Ano       | Programa                              | Papel       | Canal        | Notas            |
| --------- | ------------------------------------- | ----------- | ------------ | ---------------- |
| 2018      | estrelas cantando                     | Concorrente | Cores Tâmil  | Finalista        |
| 2020      | Tamilargale Tamilargale               | Convidado   | Kalaignar TV |                  |
| 2021      | Vanakam Tamizha                       | Convidado   | sol tv       |                  |
| 2021      | Tamizha Tamizha                       | Ela mesma   | Zee Tamil    | Episódio; 112    |
| 2021-2022 | Bigg Boss Tamil Temporada 5           | Concorrente | Vijay TV     | Despejado Dia 49 |
| 2022      | Bigg Boss Tamil Temporada 5 Kondattam | Convidado   | Vijay TV     |                  |
| 2022      | BB Jodigal (temporada 2)              | Concorrente | Vijay TV     | Despejado Top 7  |